# Newman's Green
Newman's Green är en by (hamlet) i Suffolk, England. Den har en byggnad som kallas Barn, Stable and Cartlodge at Green Farm. Närmaste stad är Sudbury. 